# Valérie Rouzeau
Pour les articles homonymes, voir Rouzeau.
Valérie Rouzeau est une poétesse, traductrice et parolière française, née le 22 août 1967 à Cosne-Cours-sur-Loire.

## Biographie
Valérie Rouzeau est née en Bourgogne le 22 août 1967,, dans une famille de récupérateurs. À 17 ans, en 1984, après avoir découvert Guy Chambelland dans la revue Poésie 1, elle choisit de lui envoyer son premier manuscrit. Il l'encourage à continuer d'écrire. Quelques années plus tard, il publie son premier recueil : Je trouverai le titre après, en 1989.
Après le baccalauréat, Valérie Rouzeau commence, abandonne, puis reprend des études de littérature anglaise. Elle devient titulaire d'une maîtrise de traduction littéraire.
C'est un autre recueil, Pas revoir, édité dix ans après son premier recueil aux éditions Le Dé bleu par Louis Dubost, qui fait remarquer son écriture en 1999. Il se vend à plusieurs milliers d'exemplaires. Elle y évoque notamment la mort de son père. Le poète et critique André Velter écrit à ce sujet dans une préface : « C'est un poème par séquence, un thrène déchiré, mais où il n'est nullement question de pactiser avec l'habituel et indigne discours du deuil. »
Valérie Rouzeau enchaîne ensuite les publications de poésie, comme Va où en 2002 et Vrouz en 2012. Elle « vit en poésie » en donnant des lectures publiques et animant des ateliers d'écriture. Pendant sept ans, elle est rédactrice en cheffe de la revue Dans la lune, éditée de 2004 à 2011 avec Michel Fréard, directeur du Centre de créations pour l'enfance et Maison de la poésie de Tinqueux. Elle traduit également des auteurs anglophones, notamment le couple iconique de poètes Sylvia Plath et Ted Hughes qu'elle surnomme « [s]es parents littéraires », mais aussi William Carlos Williams, Pascale Petit (en), Stephen Romer (en), Hollie McNish...
La poétesse écrit plusieurs titres pour le groupe Indochine, dont Comateen II, et Lady Boy. Leur collaboration commence lorsque le chanteur Nikola Sirkis lui commande une chanson, après avoir lu Neige rien (paru en 2000 aux Éditions Unes). Elle lit un extrait du journal de la diariste Mireille Havet sur Black Ouverture, morceau d'introduction figurant sur l'album Black City Parade.
Valérie Rouzeau tire avant tout son inspiration de ses lectures, notamment de Robert Desnos, son auteur favori, de Christian Bachelin (Neige rien rendant hommage à son recueil Neige exterminatrice), de Fernando Pessoa (pour Apothicaria, Wigwam, 2007), ou encore d'Armand Robin. Son œuvre poétique est traduite en de multiples langues, notamment en anglais, en espagnol, en allemand, en slovène et en norvégien. Plusieurs de ses traductrices et traducteurs ont ainsi été récompensés pour leur travail littéraire.
Jacques Bonnaffé consacre régulièrement des lectures publiques à des poèmes de Valérie Rouzeau,,, dont il synthétise un jour le nom en « Vrouz », surnom qui lui restera et qu'elle reprendra en titre d'un de ses recueils principalement autobiographique. Entre le 7 et le 10 mai 2018, le comédien consacre quatre épisodes de suite à la poétesse dans son émission Jacques Bonnaffé lit la poésie sur France Culture.
C'est justement pour son recueil Vrouz, paru aux Éditions de La Table ronde, que le prix Guillaume-Apollinaire est décerné à l'autrice en 2012. Cette année-là, Valérie Rouzeau fait pour la première fois la une du Matricule des anges (no 131). L'écrivain Yvon Le Men parle alors de « vrouzer la langue » pour exprimer sa façon de transformer et de s'approprier dans sa poésie le français commun du quotidien en jouant sur ses sonorités.
Lors du festival Étonnants Voyageurs de Saint-Malo de 2015, sous la présidence d'Alain Borer, le prix Robert Ganzo lui est remis pour l'ensemble de son œuvre et en particulier pour son ouvrage Va où, réédité la même année. En 2019, elle est honorée du Prix Méditerranée pour son recueil Sens averse (La Table Ronde).
Après avoir vécu un temps à Saint-Ouen, en banlieue parisienne, Valérie Rouzeau s'installe à Nevers, dans la Nièvre dont elle est originaire. Elle est la légataire universelle du poète Christian Bachelin.

## Publications

### Poésie

#### Revues littéraires
- 1991 : « À cause de l'automne », revue Décharge, supplément Polder no 62

#### Recueils
- 1989 : 
  - Je trouverai le titre après, Le Pont sous l'Eau
  - À tire d'elle, La Bartavelle Éditeur
- 1991 : Petits poèmes sans gravité, La Crypte (rééd. 2024) - Prix de la Crypte 1991
- 1992 : Chantier d'enfance, La Bartavelle Éditeur et Le Noroît (éd. franco-québécoise), Charlieu / Montréal
- 1994 : Patiences, Albatroz et Le Manège du Cochon Seul, coll. « La palme et le groin »  (ISBN 9782307138280)
- 1995 : Ce n'est pas le printemps, Traumfabrik, coll. « De bouche à oreille », 19 pages  (ISBN 978-2-910485-12-2) (rééd. 2007)
- 1999 : Pas revoir, Le Dé bleu () rééd. 2000, 2002, 2003 et 2006 - Prix des Découvreurs 2000 ;
  - traduit en allemand par Rüdiger Fischer, Nicht Wiedersehen, Pop Lyrik, 2006 ;
  - traduit en anglais par Susan Wicks (en), avec une introduction de Stephen Romer (en), Cold Spring in Winter, Arc Publishers, 2009 – nommé au Griffin Poetry Prize (en), Toronto 2010, Prix Scott-Moncrieff 2010 ;
  - traduit en slovène par Mateja Bizjak-Petit, Ne naslednjic, Poetikonove Lire, 2014
- 2000 : Neige rien, Unes, Nice
- 2001 : Une foule en terre foulée / A crowd of beaten earth, édition bilingue, traduction des poèmes en anglais par Richard Cooper, illustré par Michel Nedjar, Travioles, 79 pages
- 2002 :
  - Va où, Le Temps qu'il fait, Mazères
    - réédition La Table Ronde, coll. « La petite vermillon », 2015

  - L'Arsimplaucoulis, douceur des Carpathes, en collaboration avec Éric Dussert, Fornax éditeur, coll. « La cuisine au Fourneau », n° 4, 20 pages  (ISBN 2-86288-127-9)[19]
- 2003 : Valérie Rouzeau lit ses poètes, Le Temps qu'il fait, Mazères
- 2004 : 
  - Kékszakállú, Les Faunes  (ISBN 978-2-9518565-1-6)
  - Le Monde immodérément, en collaboration avec Lambert Schlechter, Éditions la nuit myrtide, Lille, 44 pages  (ISBN 2913192327)
- 2005 : Récipients d'air, avec Vincent Vergone, Le Temps qu'il fait, Mazères
- 2007 : 
  - Apothicaria, Wigwam éditions - Prix des Explorateurs 2009 décerné par des collégiens des Yvelines, ex-aequo avec Joséphine et Robert de Christiane Veschambre
  - Gue digue don (petite suite télégraphique), illustré par Claude Stassart-Springer, éd. de la Goulotte, Vézelay, 16 pages
- 2009 : Quand je me deux, Le Temps qu'il fait, Mazères
- 2010 : 
  - Je comme, ill. de Claude Stassart-Springer, éd. de la Goulotte
  - Pas revoir suivi de Neige rien, coll. « La petite vermillon », La Table Ronde, Paris
- 2012 : 
  - Vrouz, La Table Ronde, Paris
    - (de) choix de poèmes, in Den gegenwärtigen Zustand der Dinge festhalten. Zeitgenössische Literatur aus Frankreich. Magazine Die Horen, 62, 267, automne 2017, Wallstein, Göttingen
    - (en) Talking Vrouz, choix de poèmes de Quand je me deux et de Vrouz établi et traduit par Susan Wicks, Arc Publishers, 2013 - Prix Oxford-Weidenfeld 2014 pour la traduction

  - Ma ténèbre - En vingt-deux éclats, éditions Contre-Allées, Montluçon, 30 pages  (ISBN 9782916717333)
- 2014 : Télescopages, Éditions Invenit / Musée des Confluences, 2014, Lille / Lyon, 64 pages  (ISBN 9782918698708)
- 2018 : 
  - Sens averse, La Table Ronde, Paris
  - Vincent, Faï fioc, coll. « Les Cahiers », Céret (édition épuisée)
- 2019 : Colibri si, Le Petit Flou, Corrèze
- 2020 : Ephéméride, La Table Ronde, Paris
- 2022 : 
  - Mon Œil, L'Atelier des Noyers, avec les œuvres plastiques de l'artiste Bobi+Bobi, coll. « Récits de vie », Perrigny-lès-Dijon
  - Pas revoir ainsi que Va où et Quand je me deux sont réédités dans la coll. « La petite vermillon » de La Table Ronde, avec des oiseaux de Jochen Gerner en couverture

#### Livre d'artistes
- 2006 : Eden, deux, trois émoi, illustré par Daphné Corregan, Éditions Unes, édition limitée en 33 exemplaires sur vélin d'Arches (épuisée)

#### Poésie jeunesse
- 2008 : Mange-Matin, illustré par Valérie Linder, L'Idée Bleue, coll. « Le farfadet bleu », 57 pages  (ISBN 9782840312413)

#### Poésie pour le théâtre
- 2014 : Qu'on vive, Compagnie de théâtre Chiloé, Lyon, 2014[20]

#### Anthologies
- 2010 : 60 femmes poètes d'aujourd'hui, Couleurs femmes, Le Castor astral, coll. « Le Nouvel Athanor », Bègles, 152 pages  (ISBN 9782859208196)
- 2021 : 92 poètes d'aujourd'hui, Le désir en nous comme un défi au monde, Le Castor astral, Bègles, 424 pages  (ISBN 9791027802777)
- 2022 : 108 poètes d'aujourd'hui, Là où dansent les éphémères, Le Castor astral, Bègles, 464 pages  (ISBN 9791027803101)

### Essai
- 2003 : Sylvia Plath : un galop infatigable, Éditions Jean-Michel Place, 122 pages  (ISBN 978-2-85893-685-4)

### Biographie
- 2023 : Nina Simone (Eunice Waymon), illustré par le plasticien Florent Chopin, La Philharmonie de Paris, coll. « Supersoniques », Paris, 64 pages  (ISBN 979-10-94642-70-2)

## Traductions

### Poésie
- 1999 : 
  - La Traversée, dans Arbres d'hiver, Sylvia Plath, Poésie/Gallimard, Paris
  - Électre sur le chemin des azalées, Sylvia Plath, Unes, Nice
- 2000 : 
  - Je voulais écrire un poème, William Carlos Williams, Unes, Nice
  - Le Printemps et le Reste, William Carlos Williams, Unes, Nice
- 2003 : Sylvia Plath : un galop infatigable, Valérie Rouzeau, sélection de poèmes de Sylvia Plath, Éditions Jean-Michel Place, 122 pages  (ISBN 978-2-85893-685-4)
- 2008 : What I Wrote / Ce que j'ai écrit, Duane Michals, éd. Robert Delpire, coll. « Des images et des mots », 2008, 164 pages  (ISBN 9782851072399)
- 2009 : 
  - Ariel, Sylvia Plath, Gallimard, Paris
  - Poèmes (1957-1994), Ted Hughes, traduit avec Jacques Darras, Gallimard, Paris
- 2023 : 
  - Fauverie, Pascale Petit (en), Le Castor Astral, Cenon
  - Je souhaite seulement que tu fasses quelque chose de toi, Hollie McNish, avec Frédéric Brument, Le Castor Astral, Cenon, 478 pages  (ISBN 9791027803064)

### Biographie
- 2006 : Son mari : Ted Hughes & Sylvia Plath, l'histoire d'un mariage, Diane Middlebrook, Phébus, 390 pages  (ISBN 978-2752901491)

### Livres illustrés et beaux-livres
- 2011 : Georgie, R. O. Blechman (en), Robert Delpire, 2011, 116 pages  (ISBN 9782851072542)
- 2016 : Dessins, Sylvia Plath, La Table Ronde, 2016

### Poésie jeunesse
- 2010 : Animaux à mimer de Sergueï Trétiakov, illustré par Alexandre Rodtchenko, avec Odile Belkeddar, MeMo, 2010
- 2012 : Les Plus Belles Berceuses jazz, 15 berceuses sélectionnées par Misja Fitzgerald Michel, illustrations d’Ilya Green, Didier Jeunesse, 2012
- 2015 : Jazz sous la lune, berceuses et standards jazz sélectionnés par Misja Fitzgerald Michel, illustrations d'Ilya Green, Didier jeunesse

## Prix littéraires
- 1991 : Prix de La Crypte, Hagetmau.
- 2000 : Prix des Découvreurs de Boulogne-sur-Mer pour Pas revoir
- 2002 : Prix Tristan-Tzara décerné par Juliette Darle et André Darle pour Va où
- 2012 : Prix Guillaume-Apollinaire 2012 pour Vrouz[7]
- 2015 : 
  - Prix Robert Ganzo 2015 pour l'ensemble de son œuvre et son ouvrage Va Où [21]
  - Prix Loin du marketing, pour l’ensemble de son œuvre, décerné par Gérard Lambert-Ullmann
- 2019 : Prix Méditerranée pour son recueil Sens averse[12]